# Giải đua ô tô Công thức 1 Tây Ban Nha 2017
Giải đua ô tô Công thức 1 Tây Ban Nha 2017 (có thể hiểu là Formula 1 Gran Premio de España Pirelli 2017)  llà một cuộc đua Công thức 1 được tổ chức ngày 14 tháng 5 năm 2017 tại Trường đua de Barcelona-Catalunya ở Montmeló, Tây Ban Nha. Cuộc đua có 66 vòng của mùa giải 2017 thuộc Giải vô địch Công thức 1 và sẽ là chặng thứ năm của mùa giải năm nay

## Vòng phân hạng

### Vòng loại
| TT                  | Số xe | Tay đua           | Đội đua                   | Thời gian vòng loại | Thời gian vòng loại | Thời gian vòng loại | Vị trí chung kết |
| TT                  | Số xe | Tay đua           | Đội đua                   | Q1                  | Q2                  | Q3                  | Vị trí chung kết |
| ------------------- | ----- | ----------------- | ------------------------- | ------------------- | ------------------- | ------------------- | ---------------- |
| 1                   | 44    | Lewis Hamilton    | Mercedes                  | 1:20.511            | 1:20.210            | 1:19.149            | 1                |
| 2                   | 5     | Sebastian Vettel  | Ferrari                   | 1:20.939            | 1:20.295            | 1:19.200            | 2                |
| 3                   | 77    | Valtteri Bottas   | Mercedes                  | 1:20.991            | 1:20.300            | 1:19.373            | 3                |
| 4                   | 7     | Kimi Räikkönen    | Ferrari                   | 1:20.742            | 1:20.621            | 1:19.439            | 4                |
| 5                   | 33    | Max Verstappen    | Red Bull Racing-TAG Heuer | 1:21.430            | 1:20.722            | 1:19.706            | 5                |
| 6                   | 3     | Daniel Ricciardo  | Red Bull Racing-TAG Heuer | 1:21.704            | 1:20.855            | 1:20.175            | 6                |
| 7                   | 14    | Fernando Alonso   | McLaren-Honda             | 1:22.015            | 1:21.251            | 1:21.048            | 7                |
| 8                   | 11    | Sergio Pérez      | Force India-Mercedes      | 1:21.998            | 1:21.239            | 1:21.070            | 8                |
| 9                   | 19    | Felipe Massa      | Williams-Mercedes         | 1:22.138            | 1:21.222            | 1:21.232            | 9                |
| 10                  | 31    | Esteban Ocon      | Force India-Mercedes      | 1:21.901            | 1:21.148            | 1:21.272            | 10               |
| 11                  | 20    | Kevin Magnussen   | Haas-Ferrari              | 1:21.945            | 1:21.329            |                     | 11               |
| 12                  | 55    | Carlos Sainz Jr.  | Toro Rosso-Renault        | 1:21.941            | 1:21.371            |                     | 12               |
| 13                  | 27    | Nico Hülkenberg   | Renault                   | 1:22.091            | 1:21.397            |                     | 13               |
| 14                  | 8     | Romain Grosjean   | Haas-Ferrari              | 1:21.822            | 1:21.517            |                     | 14               |
| 15                  | 94    | Pascal Wehrlein   | Sauber-Ferrari            | 1:22.327            | 1:21.803            |                     | 15               |
| 16                  | 9     | Marcus Ericsson   | Sauber-Ferrari            | 1:22.332            |                     |                     | 16               |
| 17                  | 30    | Jolyon Palmer     | Renault                   | 1:22.401            |                     |                     | 17               |
| 18                  | 18    | Lance Stroll      | Williams-Mercedes         | 1:22.411            |                     |                     | 18               |
| 19                  | 2     | Stoffel Vandoorne | McLaren-Honda             | 1:22.532            |                     |                     | 19               |
| 20                  | 26    | Daniil Kvyat      | Toro Rosso-Renault        | no time             |                     |                     | PL1              |
| 107% time: 1:26.660 |       |                   |                           |                     |                     |                     |                  |
| Nguồn:              |       |                   |                           |                     |                     |                     |                  |

### Đua
| TT     | Số xe | Tay đua           | Đội đua                   | Số vòng | Thời gian/Lý do bỏ cuộc | Vị trí xuất phát | Điểm |
| ------ | ----- | ----------------- | ------------------------- | ------- | ----------------------- | ---------------- | ---- |
| 1      | 44    | Lewis Hamilton    | Mercedes                  | 66      | 1:35:56.497             | 1                | 25   |
| 2      | 5     | Sebastian Vettel  | Ferrari                   | 66      | +3.490                  | 2                | 18   |
| 3      | 3     | Daniel Ricciardo  | Red Bull Racing-TAG Heuer | 66      | +1:15.820               | 6                | 15   |
| 4      | 11    | Sergio Pérez      | Force India-Mercedes      | 65      | +1 Lap                  | 8                | 12   |
| 5      | 31    | Esteban Ocon      | Force India-Mercedes      | 65      | +1 Lap                  | 10               | 10   |
| 6      | 27    | Nico Hülkenberg   | Renault                   | 65      | +1 Lap                  | 13               | 8    |
| 7      | 55    | Carlos Sainz Jr.  | Toro Rosso                | 65      | +1 Lap                  | 12               | 6    |
| 8      | 94    | Pascal Wehrlein   | Sauber-Ferrari            | 65      | +1 Lap1                 | 15               | 4    |
| 9      | 26    | Daniil Kvyat      | Toro Rosso                | 65      | +1 Lap                  | 19               | 2    |
| 10     | 8     | Romain Grosjean   | Haas-Ferrari              | 65      | +1 Vòng                 | 14               | 1    |
| 11     | 9     | Marcus Ericsson   | Sauber-Ferrari            | 64      | +2 Vòng                 | 16               |      |
| 12     | 14    | Fernando Alonso   | McLaren-Honda             | 64      | +2 Laps                 | 7                |      |
| 13     | 19    | Felipe Massa      | Williams-Mercedes         | 64      | +2 Vòng                 | 9                |      |
| 14     | 20    | Kevin Magnussen   | Haas-Ferrari              | 64      | +2 Vòng                 | 11               |      |
| 15     | 30    | Jolyon Palmer     | Renault                   | 64      | +2 Vòng                 | 17               |      |
| 16     | 18    | Lance Stroll      | Williams-Mercedes         | 64      | +2 Vòng                 | 18               |      |
| Ret    | 77    | Valtteri Bottas   | Mercedes                  | 38      | Engine                  | 3                |      |
| Ret    | 2     | Stoffel Vandoorne | McLaren-Honda             | 32      | Tai nạn                 | 20               |      |
| Ret    | 33    | Max Verstappen    | Red Bull Racing-TAG Heuer | 1       | Sự cố                   | 5                |      |
| Ret    | 7     | Kimi Räikkönen    | Ferrari                   | 0       | Suspension              | 4                |      |
| Nguồn: |       |                   |                           |         |                         |                  |      |

Ghi chú
- ^1  – Pascal Wehrlein received a 5-second penalty for failing to keep to the right of the pit-entry bollard and moved down from 7th to 8th position.[3]

### Bảng xếp hạng giải vô địch sau cuộc đua
|   | TT | Tay đua          | Điểm |
| - | -- | ---------------- | ---- |
|   | 1  | Sebastian Vettel | 104  |
|   | 2  | Lewis Hamilton   | 98   |
|   | 3  | Valtteri Bottas  | 63   |
|   | 4  | Kimi Räikkönen   | 49   |
| 1 | 5  | Daniel Ricciardo | 37   |

|   | TT | Đội đua                   | Điểm |
| - | -- | ------------------------- | ---- |
|   | 1  | Mercedes                  | 161  |
|   | 2  | Ferrari                   | 153  |
|   | 3  | Red Bull Racing-TAG Heuer | 72   |
|   | 4  | Force India-Mercedes      | 53   |
| 1 | 5  | Toro Rosso                | 21   |